# La Maison des damnés (roman)
Pour le film, voir La Maison des damnés (film).
La Maison des damnés (Hell House) est un roman d'horreur de l'auteur américain Richard Matheson publié en 1971 et paru en français en 1974 aux éditions Albin Michel.

## Résumé
L’histoire met en scène quatre personnes, le Dr Lionel Barrett, physicien passionné de parapsychologie, son épouse Edith, et deux médiums (Florence Tanner, médium spiritualiste et mentaliste, et Benjamin Franklin Fischer, médium physique), embauchés par un millionnaire mourant, William Reinhardt Deutsch, afin d’enquêter sur la possibilité d’une vie après la mort, avec une limite de temps d’une semaine. Pour ce faire, ils doivent entrer dans la tristement célèbre maison Belasco dans le Maine, considérée comme la maison la plus hantée du monde. La maison s'appelle Hell House en raison des horribles actes de blasphème et de perversion qui s'y sont produits sous l'influence silencieuse et la supervision d'Emeric Belasco. Fischer est le seul survivant d'une tentative d'enquête ratée trente ans plus tôt. Le roman combine horreur surnaturelle et mystère alors que les chercheurs tentent d’enquêter sur la maison hantée tandis que leur santé mentale est subtilement mise à mal par sa sinistre influence surnaturelle.
Au cours de l'enquête, diverses influences commencent à affecter les faiblesses personnelles de chaque personnage : Florence par sa croyance au spiritualisme et son empressement à débarrasser la maison de son mal, le Dr Barrett pour son incrédulité presque irresponsable, son mépris pour le spiritisme, sa croyance en la science et son état physique affaibli (il a été atteint de poliomyélite durant sa jeunesse), Edith à travers ses peurs personnelles, ses insécurités et ses désirs refoulés et Fischer par son inaction délibérée (qu'il appelle prudence). La puissance de la maison vient de son aptitude apparente à corrompre ceux qui pénètrent dans ses murs avant de provoquer leur destruction, à la fois mentale et physique.

## Adaptations
En 1973, le roman est adapté au cinéma en un film intitulé La Maison des damnés, avec Pamela Franklin et Roddy McDowall. Matheson a écrit le scénario.
L'histoire a été adaptée en une mini-série de comics, Hell House de Richard Matheson, écrite par Ian Edginton, avec des illustrations de Simon Fraser. Elle a été publiée en 2004 par IDW Publishing et éditée en Trade paperback (en) en 2008.